# Alfa Romeo 140AF
Alfa Romeo 140 AF − nazwa serii modeli trolejbusów, produkowanych w latach 1948-1959 przez włoską firmę Alfa Romeo. Łącznie wytworzono 202 egzemplarze tego trolejbusu w różnych odmianach.
W pojazdach stosowano karoserie firm Breda, SIAI Marchetti, Pistoiesi, Casaro, Macchi, Menarini, Caproni-Vizzola, O.M.S. lub Piaggio i osprzęt elektryczny firm Marelli, T.I.B.B., Ansaldo lub Compagnia Generale di Elettricità (CGE). Pojazdy te wyposażone był w podwozie trzyosiowe. Przód nadwozia mieścił oddzieloną przeszkloną ścianką kabinę kierowcy. Samo miejsce kierowcy było umieszczone dość nietypowo, bo na środku osi wzdłużnej pojazdu (w trolejbusach i autobusach włoskich miejsce kierowcy, z braku odpowiednich regulacji prawnych, umieszczano zazwyczaj po prawej stronie). Wszystkie odmiany trolejbusu miały długość 12 metrów i dwoje drzwi (wyjątek stanowił trzydrzwiowy 18-metrowy model z nadwoziem O.M.S. i silnikiem Marelli).
W oparciu o konstrukcję trolejbusu powstał także autobus Alfa Romeo 140 A napędzany 130-konnym silnikiem o pojemności 12517 cm3.